# Vatikanträdgårdarna

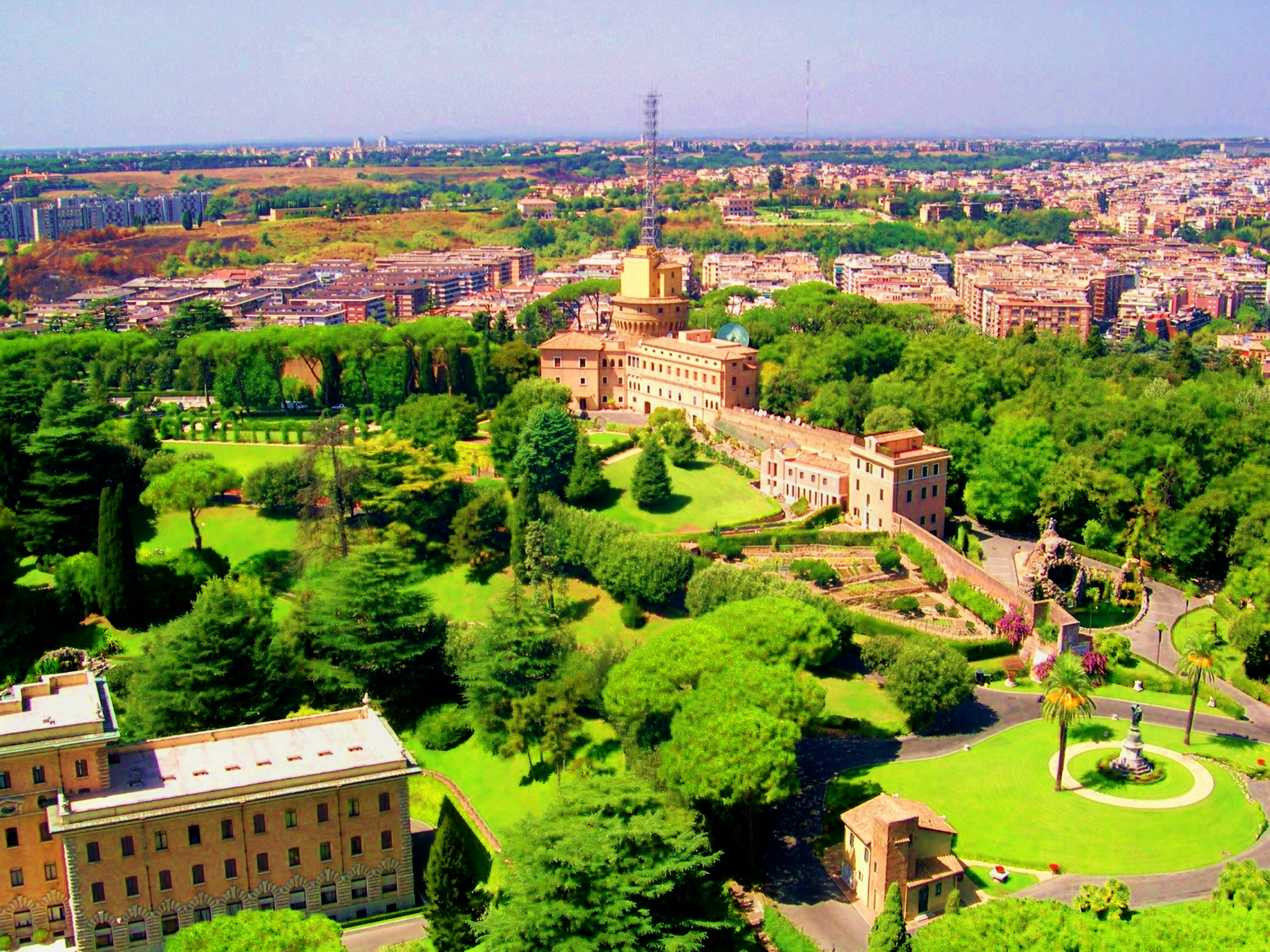
Vatikanträdgårdarna

Vatikanträdgårdarna (italienska: Giardini Vaticani) är de konstfullt anlagda och skötta trädgårdar som är belägna i Vatikanstaten. De kan enbart besökas med guide. Vatikanträdgårdarna anlades under renässansen och barocken och är utsmyckade med fontäner och skulpturer.